# Tower Lakes (Illinois)
Tower Lakes est un village du comté de Lake dans l'Illinois, aux États-Unis,. Situé au sud-ouest, il est incorporé le 12 décembre 1966.

## Démographie
Lors du recensement de 2010, le village comptait une population de 1 283 habitants. Elle est estimée, en 2016, à 1 249 habitants.

## Source de la traduction
- (en) Cet article est partiellement ou en totalité issu de l’article de Wikipédia en anglais intitulé « Tower Lakes, Illinois » (voir la liste des auteurs).